# گل سبدی
گل سبدی (نام علمی: Adenanthos obovatus) نام یک گونه از خانواده شکرپارگان است.